# Pas-en-Artois
Pas-en-Artois település Franciaországban, Pas-de-Calais megyében. Lakosainak száma 763 fő (2022. január 1.). Pas-en-Artois Grincourt-lès-Pas, Authie, Couin, Famechon, Gaudiempré, Hénu, Mondicourt, Pommera, Warlincourt-lès-Pas és Saint-Léger-lès-Authie községekkel határos.

## Népesség
A település népességének változása:
| Lakosok száma | 802  | 789  | 786  | 762  | 762  | 756  | 754  | 759  | 763  |
|               | 2013 | 2015 | 2016 | 2017 | 2018 | 2019 | 2020 | 2021 | 2022 |